# المختار ذويب
مختار ذويب (مواليد 23 مارس 1952) هو لاعب كرة قدم تونسي سابق كان يجيد اللعب في خط الدفاع.
لعب للمنتخب التونسي في كأس العالم لكرة القدم 1978 في الأرجنتين والصفاقسي الرياضي الذي فاز معه بلقب الدوري التونسي في موسم 1977-1978.
سجل ذويب هدفا حين حققت تونس أول فوز لها في نهائيات كأس العالم على المكسيك 3–1.